# Caroline Rudolphi
Karoline Christiane Louise Rudolphi (Magdeburgo, 1753 – Heidelberg, 15 aprile 1811) è stata un'educatrice e poetessa tedesca.

## Biografia
Nata da una famiglia povera a Magdeburgo e cresciuta a Potsdam (Margraviato di Brandeburgo, Regno di Prussia), fu scoperta dal compositore Johann Friedrich Reichardt, che nel 1781 musicò e pubblicò alcune sue poesie. Dal 1778 fu l'educatrice delle figlie della famiglia von Röpert di Trollenhagen. Nel 1783, aprì il proprio istituto scolastico a Trittau. Negli anni seguenti, Caroline Rudolphi divenne un'educatrice di ragazze molto conosciuto e rispettato. Diventò amica di Elise Reimarus e nel suo istituto fondò un salotto letterario, attirando una cerchia di intellettuali come Matthias Claudius, Friedrich Gottlieb Klopstock, Friedrich Heinrich Jacobi, Jens Baggesen.
Rudolphi trasferì il suo istituto a Heidelberg nel 1803 (nel nuovo Elettorato di Baden), dove venne coinvolta nella cerchia degli intellettuali romantici (Achim von Arnim, Clemens Brentano, Sophie Mereau, Friedrich Creuzer, Ludwig Tieck) e diventò una cara amica della famiglia del classicista Johann Heinrich Voß. 
Caroline Rudolphi pubblicò raccolte delle sue poesie nel 1781, 1787 e 1796 e pubblicò i suoi principi sull'educazione delle ragazze in forma di Romanzo epistolare,  Gemälde weiblicher Erziehung(1807).
La sua poesia Ode an Gott ("Ode a Dio") fu impostata per la musica da Johann Heinrich Tobler nel 1825 ed è stata cantata come "inno nazionale" non ufficiale del cantone svizzero di Appenzell Ausserrhoden al Landsgemeinde dal 1877.

## Opere
- Gedichte von Karoline Christiane Louise Rudolphi. Hg. u. m. einigen Melod. begl. v. Johann Friederich Reichardt. Berlin 1781 (2ª ed. Wolfenbüttel 1787).
- Gedichte von Karoline Christiane Louise Rudolphi. Zweite Sammlung. Nebst einigen Melodien. ed. Joachim Heinrich Campe. Braunschweig 1787.
- Neue Sammlung von Gedichten von Caroline Rudolphi. Leipzig 1796.
- Der Karoline Rudolphi sämtliche Gedichte.  1805.
- Gemälde weiblicher Erziehung (1807, 2nd ed. 1815, 3rd ed.  1838,  4th ed. 1857), ristampa Briefe über weibliche Erziehung. in:Journal für deutsche Frauen von deutschen Frauen geschrieben.   (1805).
- Ist auch Freundschaft unter den Weibern? [come Helena S.]. In: Journal für deutsche Frauen von deutschen Frauen geschrieben. 1 (1805).  [pubblicata in  Schriftlicher Nachlaß von Caroline Rudolphi. ed. Abraham Voß. Heidelberg 1835. 67-80.]
- Weiblichkeit. Ein Gespräch. [come Helena S. ] In: Journal für deutsche Frauen von deutschen Frauen geschrieben. 2 (1806).

### Libretti
- Cäcilia di Johann Friedrich Reichardt (1790-95)[3]
- Gesänge Deutsche Frauen di Hans Georg Nägeli (1811)[4]
- 3 Gesänge, Op.98 di Johann Wenzel Kalliwoda (1839)[5]
- Lieder aus der Jugendzeit und Kinderlieder di Carl Loewe[6]
- Lieder für Kinder di Johann Friedrich Reichardt (1781)[7]
- 25 Lieder di Corona Schröter (1786)[8]
- Musikalisches Kunstmagazin di Johann Friedrich Reichardt (1782)[9]
- Religiöse Oden und Lieder di Johann Adam Hiller (1799)[10]
- Sammlung vermischter Clavier- und Singstücke di Johann Georg Witthauer (1785)[11]